# KFC Strombeek (5009)
KFC Strombeek was een Belgische voetbalclub uit Strombeek-Bever. De club was aangesloten bij de KBVB met stamnummer 5009 en had zwart en wit als kleuren.

## Geschiedenis
In 1948 sloot FC Borgt, uit Borgt, zich aan bij de Belgische Voetbalbond. Men bleef er de volgende decennia met wisselende resultaten in de provinciale reeksen spelen.
Na een titel in Tweede Provinciale promoveerde KFC Borgt in 1998 naar Eerste Provinciale, het hoogste provinciale niveau. Men kon er zich enkele jaren handhaven, tot in 2002 weer de degradatie naar Tweede Provinciale volgde. In 2003/04 zette men een samenwerking op met Strombeek. Tot 2002 had daar voetbalclub KFC Strombeek gespeeld, maar die club had Strombeek verlaten en was als FC Brussels in Molenbeek gaan spelen, waar RWDM was verdwenen. FC Borgt vulde de plaats van KFC Strombeek op en de clubnaam werd gewijzigd in KFC Eendracht Borgt-Strombeek.
De sportieve resultaten bleven echter uit en KFC Eendracht Borgt-Strombeek zakte verder weg naar Derde Provinciale. Er ontstond ook onenigheid binnen de club, waar enkelen terug voetbal wilden in Borgt. In 2006 richtten zij daarom een nieuwe club op en men sloot zich in 2007 aan bij de KBVB als FC Borght, dat in de laagste provinciale reeksen van start ging. Ondertussen behaalde KFC Eendracht Borgt-Strombeek weer betere resultaten en dankzij een titel in 2008 promoveerde men weer naar Tweede Provinciale. In 2009 werd de clubnaam gewijzigd in KFC Strombeek, de naam van de vroegere club uit Strombeek.
KFC Strombeek bleef de volgende jaren in Tweede Provinciale spelen, waar het uiteindelijk in 2013 de titel behaalde. Men promoveerde zo weer naar Eerste Provinciale, waar men in het eerste seizoen al meteen de eindronde haalde. Zowel de heen- en terugwedstrijd tegen KFC Eppegem eindigde daar op 2-0, maar omdat Eppegem in de reguliere competitie tweede was geëindigd en Strombeek vierde, was het Eppegem dat verder mocht in de eindronde ten koste van Strombeek.
In 2019 hield de in moeilijkheden verkerende voetbalclub definitief op met bestaan, nadat onder andere fusiegesprekken met KSC Grimbergen op niets uitdraaiden. Er werd daarop besloten om een nieuwe club op te richten, namelijk FC Strombeek 1932.

## Resultaten
| Seizoen | Klasse | Klasse | Klasse | Klasse | Klasse | Klasse | Klasse | Klasse | Klasse | Reeks                                                    | Punten                                                   | Opmerkingen                                              |
|         | I      | I      | II     | III    | IV     | P.I    | P.II   | P.III  | P.IV   |                                                          |                                                          |                                                          |
| ------- | ------ | ------ | ------ | ------ | ------ | ------ | ------ | ------ | ------ | -------------------------------------------------------- | -------------------------------------------------------- | -------------------------------------------------------- |
| 2004/05 |        |        |        |        |        |        | 14     |        |        | 2de Prov. Brab. C                                        | 30                                                       | degradatie                                               |
| 2005/06 |        |        |        |        |        |        |        | 6      |        | 3de Prov. Brab. F                                        | 43                                                       |                                                          |
| 2006/07 |        |        |        |        |        |        |        | 3      |        | 3de Prov. Brab. F                                        | 43                                                       | verloren in eindronde                                    |
| 2007/08 |        |        |        |        |        |        |        | 1      |        | 3de Prov. Brab. F                                        | 68                                                       | kampioen                                                 |
| 2008/09 |        |        |        |        |        |        | 7      |        |        | 2de Prov. Brab. C                                        | 47                                                       |                                                          |
| 2009/10 |        |        |        |        |        |        | 4      |        |        | 2de Prov. Brab. C                                        | 52                                                       | verloren in eindronde                                    |
| 2010/11 |        |        |        |        |        |        | 11     |        |        | 2de Prov. Brab. C                                        | 37                                                       |                                                          |
| 2011/12 |        |        |        |        |        |        | 6      |        |        | 2de Prov. Brab. C                                        | 42                                                       |                                                          |
| 2012/13 |        |        |        |        |        |        | 1      |        |        | 2de Prov. Brab. C                                        | 70                                                       | kampioen                                                 |
| 2013/14 |        |        |        |        |        | 5      |        |        |        | 1ste Prov. Brab.                                         | 53                                                       |                                                          |
| 2014/15 |        |        |        |        |        | 6      |        |        |        | 1ste Prov. Brab.                                         | 42                                                       |                                                          |
| 2015/16 |        |        |        |        |        | 14     |        |        |        | 1ste Prov. Brab.                                         | 29                                                       |                                                          |
|         | 1A     | 1B     | 1Am    | 2Am    | 3Am    | P.I    | P.II   | P.III  | P.IV   | Vanaf 2016-17 zijn er 3 nationale en 2 regionale niveaus | Vanaf 2016-17 zijn er 3 nationale en 2 regionale niveaus | Vanaf 2016-17 zijn er 3 nationale en 2 regionale niveaus |
| 2016/17 |        |        |        |        |        | 4      |        |        |        | 1ste Prov. Brab.                                         | 48                                                       | verloren in eindronde                                    |
| 2017/18 |        |        |        |        |        | 13     |        |        |        | 1ste Prov. Brab.                                         | 32                                                       | degradatie                                               |
| 2018/19 |        |        |        |        |        |        | 6      |        |        | 2de Prov. Brab. C                                        | 46                                                       | Laatste seizoen uit de clubgeschiedenis                  |

## Bekende (ex-)spelers
- Dieudonné Kalulika
- Bob Stevens